# آناستاسیو سوموسا
آناستاسیو سوموسا دِوایلِه (به اسپانیایی: Anastasio ("Tachito") Somoza Debayle) (زاده ۵ دسامبر ۱۹۲۵ – درگذشته ۱۷ سپتامبر ۱۹۸۰) رئیس‌جمهور نیکاراگوئه و آخرین فرد از اعضای خانواده سوموسا بود که به مقام ریاست جمهوری نیکاراگوئه رسید. وی که دو بار در سال‌های ۱۹۶۷ (تا سال ۱۹۷۲) و ۱۹۷۴ (تا سال ۱۹۷۹) ریاست جمهوری نیکاراگوئه را به عهده داشت در سال ۱۹۸۰ در شهر آسونسیون پاراگوئه توسط کاماندوهای عضو جبهه آزادی‌بخش ملی ساندینیستا با شلیک یک راکت ضدتانک آرپی‌جی ۷ ترور شد.